# Adam Walton
Adam Walton (* 17. dubna 1999 Brisbane) je australský profesionální tenista. Na challengerech ATP a okruhu ITF získal devět titulů ve dvouhře a pět ve čtyřhře.
Na žebříčku ATP byl ve dvouhře nejvýše klasifikován v červenci 2025 na 84. místě a ve čtyřhře v březnu 2024 na 134. místě. Trénuje ho Andrew Roberts.

## Soukromý život
Narodil se roku 1999 v Brisbane do rodiny Sherry a Ashleyho Waltonových, žijící v queenslandské obci Home Hill. Má bratra Jacka Waltona. Do Brisbane se rodina přestěhovala v jeho čtrnácti letech i kvůli školní docházce. Mezi roky 2017–2022 hrál akademický tenis za „Dobrovolníky“ na univerzitě v Tennessee, kde vystudoval bakalářský obor kineziologie a magisterský obor  management a lidské zdroje. V roce 2021 se stal americkým univerzitním šampionem NCAA ve čtyřhře po boku krajana Patricka Harpera. Za preferovaný úder uvedl podání a oblíbený povrch tvrdý.

## Tenisová kariéra
V hlavní soutěži okruhu ATP Tour debutoval ve 24 letech na lednovém Adelaide International 2024 po zvládnutí kvalifikace, v níž přešel přes členy osmé desítky žebříčku Cachina a Zapatu Mirallese. Na úvod adelaidské dvouhry však získal jen čtyři gamy na třicátého druhého hráče klasifikace Jiřího Lehečku, jenž turnaj ovládl. V témže měsíci poprvé zasáhl do grandslamu, když obdržel divokou kartu do čtyřhry i dvouhry Australian Open 2024. Časnou porážku v singlové soutěži mu přivodil Ital Matteo Arnaldi z páté světové desítky.

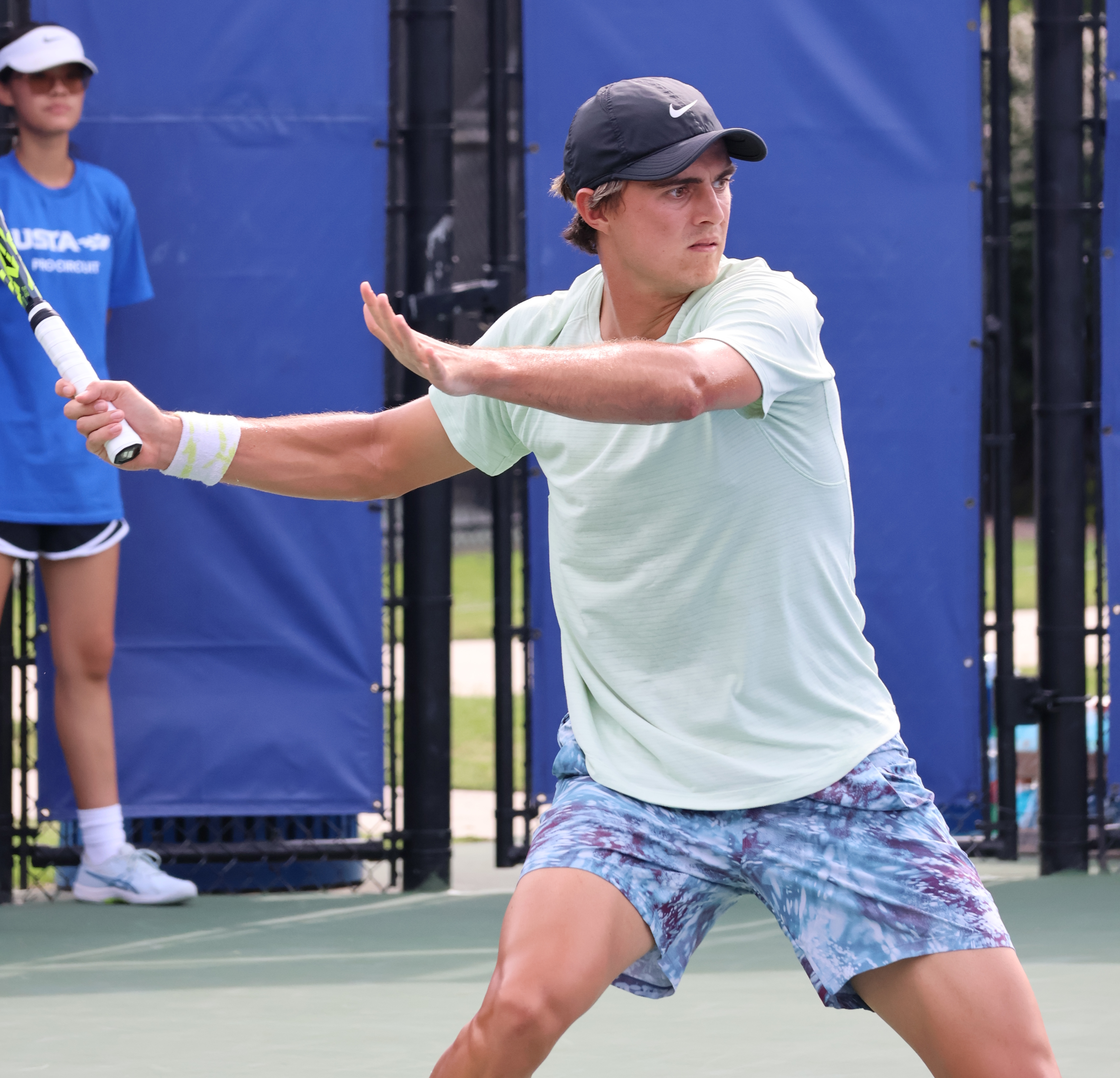
Forhend na challengeru v Cary (2023)

V sérii Masters se premiérově představil na březnovém Miami Open 2024 po kvalifikačních výhrách nad Monteirem a Martínezem.  Dvousetovou porážku v úvodu miamské dvouhry utržil od třicátého šestého tenisty klasifikace Félixe Augera-Aliassimeho. Grandslamový duel poprvé vyhrál během Wimbledonu 2024, díky třísetovému vítězství nad Argentincem Federicem Coriou z osmé světové desítky. Popáté v kariéře tak porazil člena Top 100. Rovněž jeho následný soupeř, další Argentinec Francisco Comesaña z druhé stovky, nevyhrál před londýnským majorem žádný zápas na grandslamu. Walton s ním prohospodařil vedení 2–1 na sety a utkání ztratil až v supertiebreaku páté rozhodující sady.
První zápas na okruhu ATP vyhrál na travnatém Mallorca Championships 2024, kde si poradil s Němcem Yannickem Hanfmannem z konce elitní stovky. Ve druhém kole však odebral jen tři gamy britskému 289. muži žebříčku Paulu Jubbovi. Kvalifikačním sítem prošel na BNP Paribas Open 2025 v Indian Wells. V úvodu dvouhry vyřadil italského spolukvalifikanta Giulia Zeppieriho, čímž si připsal první sezónní vítězství na okruhu i první kariérní výhru v sérii Masters. Jeho cestu soutěží ukončil Shapovalov. Na navazujícím Miami Open 2025 prohrál v kvalifikačním kole. Účast ve dvouhře mu zajistilo až odstoupení Hurkacze. Po volném losu si poradil s šedesátým prvním hráčem světa Lucianem Darderim z Itálie.

## Tituly na challengerech ATP a okruhu ITF
| Legenda                  |
| ------------------------ |
| D – dvouhra; Č – čtyřhra |
| Challengery (4 D; 4 Č)   |
| ITF (5 D; 1 Č)           |

### Dvouhra (9 titulů)
| Č. | datum         | turnaj               | okruh             | povrch | poražený finalista        | výsledek           |
| -- | ------------- | -------------------- | ----------------- | ------ | ------------------------- | ------------------ |
| 1. | červenec 2022 | Waco, Spojené státy  | World Tennis Tour | tvrdý  | Li Tu                     | 7–5, 0–6, 6–1      |
| 2. | červenec 2022 | Cancún, Mexiko       | World Tennis Tour | tvrdý  | Fernando Yamacita         | 6–4, 6–1           |
| 3. | srpen 2022    | Cancún, Mexiko       | World Tennis Tour | tvrdý  | Andrés Andrade            | 7–6(7–3), 2–6, 6–3 |
| 4. | květen 2023   | Tbilisi, Gruzie      | World Tennis Tour | tvrdý  | Orel Kimhi                | 6–1, 6–2           |
| 5. | červen 2023   | Tulsa, Spojené státy | World Tennis Tour | tvrdý  | Nick Chappell             | 6–1, 6–3           |
| 6. | srpen 2023    | Cary, Spojené státy  | Challenger        | tvrdý  | Nicolas Moreno de Alboran | 6–4, 3–6, 7–5      |
| 7. | únor 2024     | Burnie, Austrálie    | Challenger        | tvrdý  | Dane Sweeny               | 6–2, 7–6(7–4)      |
| 8. | květen 2024   | Tchaj-pej, Tchaj-wan | Challenger        | tvrdý  | Illja Marčenko            | 3–6, 6–2, 7–6(7–3) |
| 9. | únor 2025     | Brisbane, Austrálie  | Challenger        | tvrdý  | Jason Kubler              | 7–6(8–6), 7–6(7–4) |

### Čtyřhra (5 titulů)
| Č. | datum         | turnaj                          | okruh             | povrch | spoluhráč          | poražení finalisté                      | výsledek         |
| -- | ------------- | ------------------------------- | ----------------- | ------ | ------------------ | --------------------------------------- | ---------------- |
| 1. | srpen 2022    | Cancún, Mexiko                  | World Tennis Tour | tvrdý  | Andrew Rogers      | Blu Baker Kosuke Ogura                  | 6–2, 6–2         |
| 2. | duben 2023    | San Luis Potosí, Mexiko         | Challenger        | antuka | Colin Sinclair     | Benjamin Lock Rubin Statham             | 5–7, 6–3, [10–5] |
| 3. | červenec 2023 | Bloomfield Hills, Spojené státy | Challenger        | tvrdý  | Tristan Schoolkate | Blake Ellis Calum Puttergill            | 7–5, 6–3         |
| 4. | únor 2024     | Puné, Indie                     | Challenger        | tvrdý  | Tristan Schoolkate | Dan Added Čong Jun-song                 | 7–6(7–4), 7–5    |
| 5. | září 2024     | Nonthaburi, Thajsko             | Challenger        | tvrdý  | Blake Ellis        | Rithvik Čoudary Bollípalli Ardžun Kadhe | 3–6, 7–5, [10–8] |